# الأمير هنريك من الدنمارك
هنريك أمير الدنمارك (بالدنماركية: Prins Henrik)‏ (4 مايو 2009) هو الطفل الثالث والابن الأصغر ليواكيم أمير الدنمارك و الابن الوحيد من زوجته الثانية الأميرة ماري.